# Парламентські вибори в Нідерландах 1946
Парламентські вибори в Нідерландах — вибори, які відбулися 17 травня 1946 і принесли перемогу Католицькій народній партії.
Це були перші вибори у Нідерландах після закінчення Другої світової війни. Під час виборів 1946 року було сформовано коаліційний уряд, до складу якого увійшли представники Партії праці і Католицької народної партії

## Результати голосування
| Партія                          | Голоси    | %      | Місця |
| ------------------------------- | --------- | ------ | ----- |
| Католицька народна партія       | 1 466 580 | 30,8   | 32    |
| Партія праці                    | 1 347 940 | 28,3   | 29    |
| Антиреволюційна партія          | 614 201   | 12,9   | 13    |
| Комуністична партія Нідерландів | 502 963   | 10,6   | 10    |
| Християнсько-історичний союз    | 373 217   | 7,8    | 8     |
| Партія свободи                  | 305 287   | 6,4    | 6     |
| Державна реформатська партія    | 101 759   | 2,1    | 2     |
| Всього                          | 4.912.015 | 93,1 * | 100   |

* відсоток дійсних голосів